# 유생건의소
유생건의소(儒生建議所)는 대한제국 말기에 유생들이 결성한 한일 병합 찬성 단체이다.
1909년 말에 일진회의 〈일한합방성명서〉가 발표되면서 이에 동조하는 단체들이 생겨났다. 유생건의소 역시 일진회 노선에 찬동하면서 통감부에 의견서를 보내 찬성 여론을 일으키려 한 단체 중 하나였다.
1910년 5월 5일에 대한제국 정부에서 중추원 의관을 지낸 충청남도 서천군의 김재룡 등이 발기했다. 김재룡은 이미 비슷한 성격의 국민의무찬성회를 조직한 바 있는 인물이었으며, 유생건의소 결성에는 일진회의 입김이 작용한 것으로 보고 있다. 처음에는 일진회의 자금 지원을 받아 조직되었으나, 이후 자금줄이 끊기자 건의소 회원들은 경제적 어려움을 겪고 친척 집을 전전해야 했다. 급조된 단체였기 때문에 일정한 세력과 체제는 갖추지 못했다.
유생건의소가 통감부로 발송한 의견서는 일진회의 합방청원을 전폭적으로 지지한다는 내용을 담고 있다. 국민신보사 사장이며 문장가로 알려진 최영년이 작성했다. 그해 8월에는 최영년이 경무총감부에 소환되어 심문을 받았고, 단체 이름도 유생협동회(儒生協同會)로 개칭했다.
창립 직후부터 경비 부족으로 해산설이 나돌았으나 조직을 유지하다가 8월 들어 탈퇴하는 회원들이 속출했다. 한일 병합 조약 체결로 목적을 달성한 뒤 9월 12일에 해체했다. 해산 당시 회원 수는 73명이었다.

## 참고자료
- 친일인명사전편찬위원회 (2004년 12월 27일). 《일제협력단체사전 - 국내 중앙편》. 서울: 민족문제연구소. 106~107쪽쪽. ISBN 8995330724.
- 친일반민족행위진상규명위원회 (2006년 12월). 〈김재룡〉 (PDF). 《2006년도 조사보고서 II - 친일반민족행위결정이유서》. 서울. 634~640쪽쪽. 발간등록번호 11-1560010-0000002-10. 2007년 10월 8일에 원본 문서 (PDF)에서 보존된 문서. 2008년 5월 8일에 확인함.